# Baudenkmalensemble Freiheit
Das Baudenkmalensemble Freiheit ist eine Gruppe baulicher Anlagen mit Baudenkmalen in der niedersächsischen Stadt Wolfenbüttel. Der Hilfsname Freiheit wurde in dem Verzeichnis der Baudenkmale gem. § 4 NDSchG mit dem Stand vom 1. März 1983 definiert.

## Baudenkmale

### Großer Zimmerhof
| Lage                                            | Bezeichnung | Beschreibung | ID | Bild |
| ----------------------------------------------- | ----------- | ------------ | -- | ---- |
| Großer Zimmerhof 6 52° 9′ 43″ N, 10° 32′ 0″ O   | Wohnhaus    |              |    |      |
| Großer Zimmerhof 7 52° 9′ 43″ N, 10° 32′ 0″ O   | Wohnhaus    |              |    | BW   |
| Großer Zimmerhof 8 52° 9′ 42″ N, 10° 32′ 0″ O   | Wohnhaus    |              |    |      |
| Großer Zimmerhof 9 52° 9′ 42″ N, 10° 32′ 0″ O   | Wohnhaus    |              |    |      |
| Großer Zimmerhof 10 52° 9′ 42″ N, 10° 32′ 0″ O  | Wohnhaus    |              |    | BW   |
| Großer Zimmerhof 10 52° 9′ 42″ N, 10° 31′ 59″ O | Hinterhaus  |              |    |      |
| Großer Zimmerhof 11 52° 9′ 42″ N, 10° 31′ 59″ O | Wohnhaus    |              |    |      |
| Großer Zimmerhof 12 52° 9′ 41″ N, 10° 32′ 0″ O  | Wohnhaus    |              |    |      |
| Großer Zimmerhof 13 52° 9′ 41″ N, 10° 32′ 0″ O  | Wohnhaus    |              |    | BW   |
| Großer Zimmerhof 14 52° 9′ 40″ N, 10° 32′ 4″ O  | Wohnhaus    |              |    |      |
| Großer Zimmerhof 15 52° 9′ 40″ N, 10° 32′ 3″ O  | Wohnhaus    |              |    |      |
| Großer Zimmerhof 16 52° 9′ 40″ N, 10° 32′ 3″ O  | Wohnhaus    |              |    | BW   |
| Großer Zimmerhof 17 52° 9′ 40″ N, 10° 32′ 2″ O  | Wohnhaus    |              |    | BW   |
| Großer Zimmerhof 18 52° 9′ 40″ N, 10° 32′ 2″ O  | Wohnhaus    |              |    | BW   |
| Großer Zimmerhof 19 52° 9′ 40″ N, 10° 32′ 2″ O  | Wohnhaus    |              |    | BW   |
| Großer Zimmerhof 20 52° 9′ 41″ N, 10° 32′ 1″ O  | Wohnhaus    |              |    |      |
| Großer Zimmerhof 21 52° 9′ 41″ N, 10° 32′ 1″ O  | Wohnhaus    |              |    | BW   |
| Großer Zimmerhof 22 52° 9′ 42″ N, 10° 32′ 1″ O  | Wohnhaus    |              |    | BW   |
| Großer Zimmerhof 23 52° 9′ 42″ N, 10° 32′ 1″ O  | Wohnhaus    |              |    |      |
| Großer Zimmerhof 24 52° 9′ 42″ N, 10° 32′ 1″ O  | Wohnhaus    |              |    |      |
| Großer Zimmerhof 25 52° 9′ 43″ N, 10° 32′ 1″ O  | Wohnhaus    |              |    |      |
| Großer Zimmerhof 26 52° 9′ 43″ N, 10° 32′ 1″ O  | Wohnhaus    |              |    |      |
| Großer Zimmerhof 27 52° 9′ 44″ N, 10° 32′ 1″ O  | Wohnhaus    |              |    |      |
| Großer Zimmerhof 28 52° 9′ 44″ N, 10° 32′ 1″ O  | Wohnhaus    |              |    | BW   |
| Großer Zimmerhof 30 52° 9′ 45″ N, 10° 32′ 1″ O  | Wohnhaus    |              |    |      |

### Kleiner Zimmerhof
| Lage                                            | Bezeichnung | Beschreibung | ID | Bild |
| ----------------------------------------------- | ----------- | ------------ | -- | ---- |
| Kleiner Zimmerhof 1 52° 9′ 48″ N, 10° 32′ 2″ O  | Wohnhaus    |              |    |      |
| Kleiner Zimmerhof 2 52° 9′ 48″ N, 10° 32′ 2″ O  | Wohnhaus    |              |    |      |
| Kleiner Zimmerhof 3 52° 9′ 48″ N, 10° 32′ 2″ O  | Wohnhaus    |              |    |      |
| Kleiner Zimmerhof 4 52° 9′ 48″ N, 10° 32′ 2″ O  | Wohnhaus    |              |    |      |
| Kleiner Zimmerhof 5 52° 9′ 49″ N, 10° 32′ 2″ O  | Wohnhaus    |              |    |      |
| Kleiner Zimmerhof 6 52° 9′ 49″ N, 10° 32′ 2″ O  | Wohnhaus    |              |    |      |
| Kleiner Zimmerhof 7 52° 9′ 49″ N, 10° 32′ 2″ O  | Wohnhaus    |              |    |      |
| Kleiner Zimmerhof 8 52° 9′ 49″ N, 10° 32′ 2″ O  | Wohnhaus    |              |    |      |
| Kleiner Zimmerhof 9 52° 9′ 50″ N, 10° 32′ 2″ O  | Wohnhaus    |              |    |      |
| Kleiner Zimmerhof 10 52° 9′ 49″ N, 10° 32′ 1″ O | Wohnhaus    |              |    | BW   |
| Kleiner Zimmerhof 11 52° 9′ 49″ N, 10° 32′ 1″ O | Wohnhaus    |              |    | BW   |
| Kleiner Zimmerhof 12 52° 9′ 48″ N, 10° 32′ 1″ O | Wohnhaus    |              |    | BW   |
| Kleiner Zimmerhof 13 52° 9′ 48″ N, 10° 32′ 1″ O | Wohnhaus    |              |    | BW   |
| Kleiner Zimmerhof 14 52° 9′ 48″ N, 10° 32′ 1″ O | Wohnhaus    |              |    |      |
| Kleiner Zimmerhof 15 52° 9′ 48″ N, 10° 32′ 1″ O | Wohnhaus    |              |    |      |
| Kleiner Zimmerhof 16 52° 9′ 47″ N, 10° 32′ 1″ O | Wohnhaus    |              |    |      |

### Krambuden
| Lage                                    | Bezeichnung | Beschreibung | ID | Bild |
| --------------------------------------- | --- | ------------ | -- | ---- |
| Krambuden 1A 52° 9′ 48″ N, 10° 32′ 4″ O | Wohnhaus |              |    |      |
| Krambuden 1 52° 9′ 47″ N, 10° 32′ 4″ O  | Wohnhaus |              |    | BW   |
| Krambuden 2 52° 9′ 47″ N, 10° 32′ 3″ O  | Wohnhaus |              |    |      |
| Krambuden 3 52° 9′ 47″ N, 10° 32′ 3″ O  | Wohnhaus |              |    |      |
| Krambuden 4 52° 9′ 47″ N, 10° 32′ 3″ O  | Wohnhaus |              |    |      |
| Krambuden 5 52° 9′ 47″ N, 10° 32′ 2″ O  | Wohnhaus |              |    |      |
| Krambuden 6 52° 9′ 47″ N, 10° 32′ 2″ O  | Wohnhaus |              |    |      |
| Krambuden 7 52° 9′ 47″ N, 10° 32′ 1″ O  | Wohnhaus |              |    |      |
| Krambuden 8 52° 9′ 47″ N, 10° 32′ 1″ O  | Wohnhaus |              |    |      |
| Krambuden 9 52° 9′ 47″ N, 10° 32′ 1″ O  | Wohnhaus |              |    |      |
| Krambuden 10 52° 9′ 46″ N, 10° 32′ 1″ O | Wohnhaus |              |    | BW   |
| Krambuden 10 52° 9′ 46″ N, 10° 32′ 0″ O | Wohnhaus |              |    |      |
| Krambuden 11 52° 9′ 46″ N, 10° 32′ 2″ O | Wohnhaus |              |    |      |
| Krambuden 12 52° 9′ 46″ N, 10° 32′ 2″ O | Wohnhaus |              |    |      |
| Krambuden 13 52° 9′ 46″ N, 10° 32′ 2″ O | Wohnhaus |              |    |      |
| Krambuden 14 52° 9′ 46″ N, 10° 32′ 2″ O | Wohnhaus |              |    |      |
| Krambuden 15 52° 9′ 46″ N, 10° 32′ 3″ O | Wohnhaus |              |    |      |
| Krambuden 16 52° 9′ 47″ N, 10° 32′ 3″ O | Wohnhaus |              |    |      |
| Krambuden 17 52° 9′ 47″ N, 10° 32′ 3″ O | Wohnhaus |              |    |      |
| Krambuden 18 52° 9′ 47″ N, 10° 32′ 4″ O | Wohnhaus |              |    |      |
| Krambuden 19 52° 9′ 47″ N, 10° 32′ 4″ O | Wohnhaus |              |    |      |
| Krambuden 20 52° 9′ 47″ N, 10° 32′ 4″ O | Wohnhaus |              |    |      |
| Löwenstraße 52° 9′ 40″ N, 10° 32′ 0″ O  | Landschaftsschutzgebiet, stadteigene Wallanlagen zwischen Schulwall und Großer Zimmerhof, einschließlich Okerschleuse, Okerkanal Klein Venedig von der Kommisse bis zur Stobenstraße |              |    | BW   |